# Leon Theremin

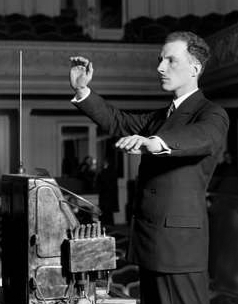
Leon Theremin (um 1927)

Lew Sergejewitsch Termen, später Leon Theremin (russisch Лев Сергеевич Термен, wissenschaftliche Transliteration Lev Sergeevič Termen; Betonung: Lew Sergéjewitsch Termén; * 15.jul. / 27. August 1896greg. in Sankt Petersburg; † 3. November 1993 in Moskau) war ein russischer Physiker und Erfinder. Er hat mit dem nach ihm benannten Theremin das erste Instrument erfunden, das elektronisch Töne erzeugt und gilt somit als Wegbereiter für später aufkommende Erfindungen wie Synthesizer.

## Leben
Leon Theremin entstammte einer Familie französischer und deutscher Abstammung. Er hatte eine Schwester namens Helena. Theremin absolvierte das Sankt Petersburger Konservatorium im Fach Cello und studierte anschließend Physik an der Universität in seiner Heimatstadt. Ab 1919 leitete er das physikalisch-technische Institut in Petrograd und kooperierte seit 1923 dabei eng mit dem Moskauer Institut für Musikwissenschaften. 1919/20 erfand er das Theremin im Labor für elektrische Schwingungen. Zu diesem Zeitpunkt nannte er es noch Ätherophon. Zwei Jahre später wurde das Theremin in Moskau präsentiert. Im März 1921 wurde Theremin zu einer Privatvorführung für Lenin in den Kreml gebeten.
Eine dem Theremin ähnliche Anordnung konnte zur Überwachung wertvoller Gegenstände in Museen und zur Annäherungskontrolle an Eingängen verwendet werden. Auch Metall- und Minensuchgeräte arbeiten nach dem Prinzip des Theremins.

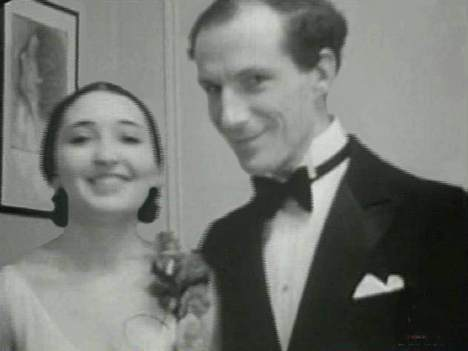
Leon Theremin und Clara Rockmore (1929)

Ab 1927 ging Termen mit dem Theremin auf Welttournee und begeisterte mit seiner „Geistermusik“ das Publikum. Im Zuge dessen ließ sich Termen 1928 in New York nieder. Hier arbeitete er mit Clara Rockmore zusammen, der prominentesten Theremin-Virtuosin. Diese trug durch verschiedene Anregungen zur technischen Verbesserung des Instruments bei. In den USA wurde das Theremin patentiert und die Produktionslizenz an RCA verkauft, die das Gerät nun herstellten. Termen amerikanisierte seinen Vornamen und nannte sich Leo(n) Theremin. In New York baute Theremin eine Art Science-Fiction-Studio auf, in dem er reiche Sponsoren und Gönner mit neuesten, für die damalige Zeit revolutionären, „Spielsachen“ zu beeindrucken pflegte. Die Pianistin Rosalyn Tureck kam 1924 mit Theremin in Kontakt und studierte später eine Zeitlang bei ihm. 1931 gab sie ihr Debüt als Solistin in der Carnegie Hall mit einem Theremin-Instrument.

### Rückkehr in die UdSSR
1938 kam Theremin unter ungeklärten Umständen in die Sowjetunion zurück, wo er nach kurzer Zeit wegen antisowjetischer Propaganda verhaftet und zu einer zehnjährigen Freiheitsstrafe verurteilt wurde. Zunächst kam er nach Sibirien in den Gulag, später in eine Akademie für gefangene Wissenschaftler in Moskau, wo er an der Entwicklung von Flugzeugen teilnahm. Nach der Auflösung dieser Gruppe beschäftigte er sich, noch im Gefängnis, wieder mit eigenen Entwicklungen. Er entwickelte verschiedene Wanzen, u. a. Das Ding, welche in der Dienstwohnung des US-Botschafters George F. Kennan eingesetzt wurden. Nach der Erfindung einer der ersten Wanzen für den KGB erhielt er 1952 den Stalinpreis Erster Klasse. Er hatte nun die Möglichkeit, sein Gefängnis zu verlassen, bevorzugte es aber, vorerst in gewohnter Umgebung weiterzuarbeiten. Nach seiner Entlassung arbeitete er zunächst weiter für den sowjetischen Geheimdienst.
Er tauchte erst 1964 wieder auf und war sowohl außerhalb wie innerhalb der Sowjetunion komplett vergessen worden. In seinen Jahren in den Fängen des KGB waren ihm all seine Titel und Auszeichnungen aberkannt worden, alle Dokumente, die diese bestätigten, vernichtet. Das physikalische Institut in Sankt Petersburg, an dem Theremin seine bahnbrechende Erfindung gemacht hatte, behauptete noch in den 1990ern, nie einen solchen Mitarbeiter gehabt zu haben. 1964 wurde Theremin Direktor der Abteilung für akustische Forschung am Konservatorium in Moskau. Vier Jahre später wurde er an die Physikalische Fakultät der Universität Moskau versetzt. Mitte der 1960er begann er wieder mit Ingenieuren und Musikern im Studio für elektronische Musik des Skrjabin-Museums zusammenzuarbeiten, um neue elektronische Instrumente zu entwickeln und seine alten Instrumente zu verbessern.
Zur selben Zeit begann Theremin, auch im Labor für Akustik des Moskauer Konservatoriums tätig zu werden. Neben seinen akustischen Arbeiten baute er dort weiterentwickelte Varianten des Theremins, mehrere Terpsitone und ein elektronisches Cello. Seine Arbeit erhielt einige Aufmerksamkeit, bis 1967 Harold C. Schonberg auf Theremin aufmerksam wurde und mit ihm zusammentraf. Schonberg schrieb über dieses Treffen in der New York Times, was den Moskauer Konservatoriumsdirektor wiederum veranlasste, Theremin aus dem Konservatorium zu entlassen.
Theremin begann danach als Mechaniker für die physikalische Fakultät der Moskauer Staatsuniversität zu arbeiten. Er entwickelte weitere Theremin-Prototypen, die aber wieder verlorengingen.
Lange Zeit herrschte in westlichen Ländern die Meinung vor, er sei bereits 1938 verstorben. Dabei schien er für längere Zeit praktisch aus der Geschichte verschwunden zu sein.
1990 trat er in die KPdSU ein, kurz vor deren Auflösung. Frühere Aufnahmeanträge waren abschlägig beschieden worden, zunächst wegen seiner Auslandstätigkeit, später wegen seiner Verhaftung, dann wegen seines Alters.
Anfang der 1990er Jahre wurde er international geehrt und führte sein Theremin auf verschiedenen Reisen vor.
Im Alter von 97 Jahren starb Leon Theremin, der „sowjetische Faust“, wie er in der Biografie von Bulat Galejew genannt wurde, am 3. November 1993 in Moskau.

## Familie
Die ersten beiden Ehen mit Jekaterina Konstantinowa und Lavinia Williams blieben kinderlos. Mit Maria Guschina hatte er die Töchter Natalija und Jelena Theremin. Seine Enkelinnen sind Mary Thurman und Olga Theremin, die Mutter von Peter Theremin.

## Trivia
Das US-amerikanische Jazzquartett Mostly Other People Do the Killing ist nach einem Zitat von Leon Theremin benannt, der in einem Interview äußerte, dass Stalin gar nicht so ein schlechter Kerl gewesen sei, weil ja meist andere Leute das Töten übernommen hätten.

## Einige Erfindungen Theremins
- Termenvox – das klassische Theremin (1919–1920)
- Alarmanlagen, die auf dem Theremineffekt beruhen (1920er Jahre)
- Lichttheremin – reagiert auf Helligkeitsunterschiede (1923)
- Terpsiton – Plattform, um Tanz in Töne umzuwandeln (1932)
- Theremincello – ein elektronisches Cello ohne Saiten (ca. 1930)
- Rhythmicon – eine Art früher Drumcomputer (1932)
- Polyphones Theremin (ca. 1960)
- Visualisierung des räumlichen Griffbretts des Theremins (Termenvox)

## Film
- The Lost Ones: Lew Sergejewitsch Termen - Erfinder des Elektro-Beats  Film von Mathilde Hirsch, Produktion INA, Frankreich 2020.